# 姚君憲
姚君憲（Henry Yao，1978/1979年—），加拿大政治人物，2020年-24年間以卑詩新民主黨黨員身份擔任卑詩省議會議員，代表列治文南中選區。

## 生平
姚君憲於台灣出生，11歲時隨家人遷居加拿大，定居於卑詩省列治文。他從該市的馬修·麥克內爾中學（Matthew McNair Secondary School）畢業後到卑詩大學修讀，從該校獲取心理學文學士學位，後於私人企業供職。他於2004年確診患有兩種淋巴瘤，病情緩解後則決意投身青少年事務，在列治文青年服務處和列治文市中心社區中心等機構任職青少年輔導員。
他曾兩度參選列治文市議員，2014年市選以獨立候選人身份競選，2018年市選則代表列治文獨立選民團隊，但皆告落選。2020年省選，姚君憲代表卑詩新民主黨競逐省議會列治文南中選區議席，以179票之差險勝自由黨候選人盧仙泳，首度晉身議事廳。
列治文南中選區於2024年省選前解散，姚君憲在該屆省選改為競逐重新創設的列治文中選區議席，但敗予保守黨候選人陳瀚生而無緣連任。

## 外部連結
- （英文）卑詩省議會網站 姚君憲議員簡介 （页面存档备份，存于）